# Zemborzyn-Kolonia
Zemborzyn-Kolonia – część wsi Zemborzyn Pierwszy w Polsce, położona w województwie mazowieckim, w powiecie lipskim, w gminie Solec nad Wisłą. Leży około 9 km na południowy zachód od Solca nad Wisłą, 12 km na południe od Lipska oraz 138 km na południe od Warszawy.
Administracyjnie część wsi ma status sołectwa Zemborzyn-Kolonia.
W latach 1975–1998 Zemborzyn-Kolonia administracyjnie należał do województwa radomskiego.
Wierni kościoła rzymskokatolickiego należą do parafii św. Mikołaja Biskupa w Zemborzynie.